# 纳霍德卡湾 (滨海边疆区)
納霍德卡灣（羅馬化：Zaliv Nakhodka），前称海藻屯湾，1859年至1972年间称 ，是位於彼得大帝灣东部的海灣，由濱海邊疆區負責管轄，長10英里，寬10英里，面积143平方公里，岸长70公里，最大水深70米。利锡岛处于它的入口处。其內有四個港口，包括納霍德卡港和东方港。